# 戈温德加尔
戈温德加尔（Govindgarh），是印度拉贾斯坦邦Alwar县的一个城镇。总人口10086（2001年）。

## 人口
该地2001年总人口10086人，其中男性5294人，女性4792人；0—6岁人口1792人，其中男948人，女844人；识字率63.56%，其中男性为73.72%，女性为52.34%。